# Aanval op Kirkenes en Petsamo
De aanval op Kirkenes en Petsamo was een Britse aanval tijdens de Tweede Wereldoorlog die plaatsvond op 30 juli 1941. De aanval werd uitgevoerd door de Fleet Air Arm (de tak van de Royal Navy die verantwoordelijk is voor de inzet van vliegtuigen op hun schepen) op Kirkenes in Noorwegen en Petsamo (toen) in Finland, die beide in het bezit zijn van een haven.
De bedoeling was om Duitse en Finse (Finland was tijdelijk bondgenoot van Duitsland tegen de Sovjet-Unie) schepen te beschadigen en tevens om steun te betuigen aan de Sovjet-Unie.

## Voorgeschiedenis
Tijdens de Russische Burgeroorlog (1917–1921) verklaarde het Grootvorstendom Finland zich onafhankelijk van de Sovjet-Unie en kreeg dankzij de Vrede van Tartu onder meer de ijsvrije haven aan de Barentszzee van Petsamo toebedeeld. Tijdens de Winteroorlog (1939-1940), tussen de Sovjet-Unie en Finland, bezetten Russische troepen Petsamo. Dankzij de Vrede van Moskou in 1940 behield de Sovjet-Unie alleen het Finse deel van het schiereiland Rybatsji, en kreeg Finland Petsamo terug. Tijdens de Vervolgoorlog werd Petsamo door nazi-Duitsland gebruikt als verzamelplaats voor de troepen, voor de aanval op Moermansk.
Kirkenes is een plaats in Noorwegen, dat neutraal was in het begin van de oorlog, maar desondanks door Duitsland werd binnengevallen en bezet.
Vanaf 3 september 1939 waren Duitsland en het Verenigd Koninkrijk officieel in staat van oorlog. Jozef Stalin besloot in december van dat jaar om Finland binnen te vallen. Ondanks dat Finland aanvankelijk standhield moest het, na het akkoord gaan met een wapenstilstand, enkele gebieden opgeven. Niet lang daarna, in april 1940, viel Duitsland Denemarken en Noorwegen binnen en in mei was ook Frankrijk verslagen. Van de belangrijkste Finse bondgenoten stond alleen het Verenigd Koninkrijk nog overeind, dat na de Slag om Engeland ook minder onder druk kwam te staan. Duitsland ging zich meer richten op het oosten en viel op 22 juni 1941 de Sovjet-Unie binnen (Operatie Barbarossa), met de Finnen als bondgenoten. Dit staat bekend als de Vervolgoorlog.
Finland wist al het land dat ze kwijt waren geraakt na de Winteroorlog terug te veroveren op de Sovjets. De Britten, die bang waren dat de Sovjet-Unie Oekraïne kwijt zou raken aan Duitsland, bedachten dat een aanval op de havens aan de Barentszzee die bezet waren door de asmogendheden de beste manier was om hun steun aan de Sovjet-Unie te laten zien. De manier van aanvallen, met vliegtuigen die afkomstig waren van schepen, had zijn effectiviteit al laten zien in de Slag van Tarente en het zinken van het Duitse slagschip de Bismarck.

## De aanval
De Britse strijdmacht, bestaande uit 2 vliegdekschepen en 6 torpedobootjagers verlieten op 23 juli 1941 Scapa Flow (Schotland) en zette koers naar Seyðisfjörður in IJsland, waar ze twee dagen later aankwamen. Na te zijn bijgetankt, vertrokken ze de volgende dag richting Noorwegen. Het was de bedoeling een verrassingsaanval uit te voeren, maar doordat het in die tijd van het jaar er 24 uur per dag licht was, was dit nagenoeg onmogelijk en de krijgsmacht werd vlak voor het begin van de aanval dan ook opgemerkt door Duitse vliegtuigen.
Voor de aanval op de haven van Petsamo werden er 9 Fairey Albacores (817e eskader), 9 Fairey Swordfishes (812e eskader) en 6 Fairey Fulmars (800e eskader) ingezet, vanaf het Britse vliegdekschip HMS Furious. De haven was nagenoeg leeg, en de aanvallers wisten alleen één kleine stomer tot zinken te brengen en enkele pieren te vernietigen, hier stond het verlies van 1 Albacore en 2 Fulmars tegenover.
De aanval op Kirkenes was nog minder succesvol. De Luftwaffe was gealarmeerd en had meerdere Bf 109's (jachtvliegtuig) en Bf 110's (jachtbommenwerper) in de lucht. Het andere Britse vliegdekschip HMS Victorious stuurde haar vliegtuigen in twee groepen de lucht in. In totaal stegen er vanaf de Victorious 20 Albacores (827e en 828e eskader) en 9 Fulmars (809e eskader) op.
De Britse vliegtuigen konden niet vanaf de zee aanvallen en waren gedwongen om over de bergen en de fjord te vliegen. In de haven lagen uiteindelijk alleen vier vrachtschepen. De vliegtuigen lieten snel hun torpedo's vallen, om te kunnen ontkomen aan de luchtafweer en de Duitse vliegtuigen. Hierdoor brachten ze maar één vrachtschip tot zinken en beschadigden ze een ander. Er was weinig schade aan de haven zelf. Verder zouden er 1 BF 109 en twee Bf 110's zijn neergeschoten, tegenover een verlies van 11 Albacores en 2 Fulmars. Hiernaast waren er nog eens 8 Albacores beschadigd.

## Nasleep
De aanval was mislukt. Hij had, in tegenstelling tot bijvoorbeeld de Slag van Tarente, geen enkele invloed op het verdere verloop van de oorlog. Daarnaast waren er meerdere vliegtuigen en, in de meeste gevallen, de nog moeilijkere te vervangen bemanning verloren gegaan.